# 佐藤清吉
佐藤 清吉（さとう せいきち、1929年（昭和4年）11月26日 - 2018年（平成30年）1月23日）は、日本の政治家。宮城県角田市長（3期）、宮城県議会議員（4期）。全国森林組合連合会の会長も務めた。

## 人物
現在の宮城県角田市で農家に生まれた。盛岡農林専門学校（現岩手大学農学部）を卒業。角田市農業協同組合理事を経て、宮城県議会議員を4期務めた。
1996年に角田市長に出馬し当選。2000年に無投票再選、2004年新人との一騎打ちで再選。市長を3期12年務めた。
在任中の2003年には丸森町との市町村合併協議などもあったが、独立を選び、現在も角田市は存続している。
2009年（平成21年）、旭日中綬章叙勲。
2018年1月23日、88歳で肺がんのため死去。